# 大阪連続バラバラ殺人事件
大阪連続バラバラ殺人事件（おおさか れんぞくバラバラさつじんじけん）とは、1985年（昭和60年）5月から1994年（平成6年）3月までのおよそ9年間、大阪府大阪市で4人の女性と1人の少女が殺害された事件。少女以外の遺体はすべてバラバラにされた（バラバラ殺人）。
一連の連続殺人事件は警察庁により1995年（平成7年）6月12日付で「警察庁広域重要指定122号事件」に指定された。事件当時、大阪府警察は本事件を「グリコ・森永事件と並ぶ最重要課題」と位置付けて捜査した。

## 元死刑囚K
本事件で2005年に死刑が確定し、2016年に死刑を執行された元死刑囚 K・Yは1940年（昭和15年）7月10日生まれ・愛媛県大洲市出身。旅館経営者の息子として生まれ、地元で結婚して割り箸を旅館に卸す仕事などをしていたが、妻と死別してからは2人の子供を連れて事件の約15年前に西成区へ移住した。盗品を飲食業の女性たちに破格の値段で販売して生計を立てていた。普段は温和で愛想がよく口も上手で、仕事上付き合いのあった飲食店・スナックの女性から評判が良かったが、知人たちからは「酒に酔うと金額のことで腹を立てる」「腕っぷしが強く急に怒り出す」「すぐに首を絞める癖がある」などの二面性も指摘されていた。

## 事件
Kは1985年（昭和60年）5月下旬 - 1994年3月下旬にかけて大阪市内の自宅で女性5人を相次いで絞殺し、遺体を山中に遺棄した。この間、Kは約20軒のマンション・アパートを転々としていたが、A・B・Cの3事件では当時居住していた西成区聖天下の同じマンションが、D・Eの2事件では浪速区恵美須西の同じアパートがそれぞれ被害者の殺害現場となった。
なお、KはC事件（3件目の殺人）とD事件（4件目の殺人）の間に窃盗事件で有罪判決を受けて確定しているため、刑法第45条の規定（併合罪）により、確定判決の前後で罪状が分割されている。確定判決前の事件は甲事件、確定判決後の事件は乙事件とそれぞれ呼称する。

### A事件・B事件
第1の被害者は当時46歳・主婦A（大阪市東住吉区西今川二丁目在住）で、Aは夫と子供3人がいたが、1985年5月14日に家出してから西成区内の立ち飲み店で偽名で働いていた。加害者Kは1985年5月下旬ごろに被害者Aが働いていた立ち飲み店を客として訪れ、Aを食事に誘い2人で店外に出たが、自宅マンションでAに飲酒を注意したところ、反抗されたため絞殺した。被害者Aの遺体は被疑者Kの逮捕後（1995年5月29日）に兵庫県神戸市西区平野町の雑木林（国道175号から西へ入った林道沿い）でバラバラ遺体として発見された。
第2の被害者は当時19歳・女性B（大阪府富田林市の知的障害者施設寮生）で、1985年4月16日17時ごろに施設の寮を出てから行方不明になっていた。KはA殺害から1か月後となる1985年6月16日に通天閣付近で被害者Bと出会い、同日14時ごろに2人で浪速区内の寿司店を訪れた。その後、KはBを自宅へ連れ帰ったが、被害者Bから小遣いとして10,000円を要求されたことに立腹し、15時ごろに室内で馬乗りになってBの首を両手で絞め、Bを殺害。室内にカーペット・ビニールシートなどを敷き、部屋にあったのこぎり・包丁などで被害者Bの遺体をバラバラに切断し、段ボール箱に入れてレンタカーで運び遺棄した。
1985年6月17日18時30分ごろに奈良県北葛城郡広陵町三吉の農道脇で切断された被害者Bの遺体が発見され、奈良県警察が殺人・死体遺棄・死体損壊事件と断定して高田警察署に捜査本部を設置し捜査していた。一方で加害者Kは事件発覚から3か月後の1985年9月、グリコ・森永事件を模倣して「怪人22面相」の署名入りの挑戦状を高田署の署長宛てに送った。一方でその後、自身の行きつけのスナックに奈良県警の捜査員が聞き込みに来たことを知って東京方面に逃げ、挑戦状の消印日に使用された東海道新幹線（新大阪駅発東京駅行き）の使用済み切符を同封した釈明状を実名で送った。
先述の手紙の内容は「捕まえられるものなら捕まえてみろ」などと警察を挑発する文言のほか、殺害前に被害者Bを連れて行った寿司店の名前、遺体をどの部分から切断したかなど、犯人しか知り得ない情報が含まれていた。奈良県警が被害者Bの足取りを捜査したところ、実際にBは遺体で発見される前に中年男性（後に加害者Kと判明）とともに浪速区内の寿司店を訪れていたほか、遺体切断の状況も「挑戦状」に書かれた内容と一致していたため、県警は「手紙は犯人からの物」として捜査していた。

### C事件
1987年（昭和62年）1月22日17時30分ごろ、加害者Kはそろばん塾から帰宅途中の当時9歳・女児C（大阪市住吉区在住・大阪市立墨江小学校3年生）を見かけ、わいせつ行為目的で誘拐した。Kは自宅にCを連れ込んでわいせつ行為をしようとしたが、Cが泣き叫んだために犯行の発覚を恐れ、18時ごろにCを絞殺した。殺害後、Kは女児C遺体を山中に遺棄したほか、Cの自宅やCが通学していた墨江小学校に対し、計5回にわたり「3,000万円用意しろ」などと電話して身代金を要求した。
被害者Cの遺体は1987年5月4日14時ごろに大阪府豊能郡豊能町川尻北山の山中で発見された。5事件の被害者では唯一バラバラにされていなかったが、Kはその理由を「小さかったので切断せず、段ボール箱に入れて運んだ」と供述した。

### D事件
C事件後、加害者Kは1989年（平成元年）10月・1991年（平成3年）8月と窃盗罪で2度の実刑判決を受け、1993年（平成5年）3月まで刑務所に服役したが、出所後に2件の殺人を犯した。遺棄現場は箕面市上止々呂美のヒノキ林で、C事件の遺棄現場付近を走る林道を約3キロメートル南に下った場所に位置していた。
1993年（平成5年）7月24日ごろ、加害者Kは自宅アパートでスナック従業員の女性D（当時45歳・大阪市西成区天下茶屋東一丁目に在住） から金銭支払いを求められ、両手でDの首を絞めて絞殺。被害者Dの遺体をのこぎりなどで切断し、大阪府箕面市上止々呂美の山中に遺棄した。
1994年4月4日、E事件の遺体発見を受けて遺棄現場周囲を捜索していた箕面警察署捜査本部の捜査員が E発見現場から約150メートル北側の府道脇林内で白骨死体を発見し、7月24日に歯の治療痕などから身元を特定された。

### E事件
1994年（平成6年）3月下旬ごろ、Kは自宅アパートで飲食店員女性E（当時38歳・大阪市中央区在住）から金銭支払いを求められ、Eを絞殺。Eの遺体をバラバラにして 箕面市上止々呂美の山林（大阪府道4号茨木能勢線沿いのヒノキ林斜面）に遺棄した。Kは盗品の洋服を破格の値段で販売していて、女性Eはなじみの客という関係だった。遺体は1994年4月3日に発見され、11月4日に被害者Eと断定された。

### 逮捕・起訴
加害者Kは1995年（平成7年）2月23日に大阪市中央区内の倉庫で段ボール箱に入った衣類を盗み、同年4月に窃盗容疑で逮捕され、容疑を否認したがそのまま起訴された。KはB事件の被害者が訪れた寿司店周辺の土地に詳しかったことに加え、事件当時借りたレンタカーの走行距離もBの遺体発見現場までと一致していたため、大阪府警が指紋を照合したところ、B事件の犯人から奈良県警宛に送られてきた挑戦状から検出されたものと一致した。さらに被疑者Kは仕事上D・E両被害者との接点が疑われたほか、B事件とD・E両事件はいずれも被害者女性の遺体がのこぎり・鋭利な刃物で頭部・胴体・両手・両脚とほぼ6つに切断された状態で遺棄されていたため、1995年5月10日に大阪府警・奈良県警は連携して捜査に当たるため連続女性バラバラ殺人・死体遺棄事件の合同捜査本部を箕面署に設置した。
合同捜査本部が追及したところ、被疑者Kは「Bを殺して遺体をバラバラにした」と自供したため、捜査本部は1995年5月12日に被疑者・被告人Kを殺人容疑で再逮捕した。その後、KはC・D・Eの各被害者のほか、まだ判明していなかった被害者Aの殺害・遺棄も自供した。

## 刑事裁判

### 第一審
Kは捜査段階で、C事件における身代金要求を除きすべて犯行を認めたが、大阪地方裁判所における公判では一転して、「殺害したのは知人で、自分は遺体の遺棄などを手伝っただけだ」と無罪を主張した。身代金要求の際の電話の音声は、大阪府警科学捜査研究所が声紋鑑定により「Kの声と酷似している」と結論づけていたが、弁護人は第一審の公判中に再度の鑑定を申請。鈴木松美・日本音響研究所所長が依頼を受けて声紋鑑定を実施し、1998年（平成10年）には「電話の声紋と、被告人Kの肉声の声紋は特徴点全121点のうち、約10点しか一致せず、別人の音声と認められる」という内容の鑑定書を提出し、公判でも「電話はKとは別人の声だ」と証言した。また、連続殺人事件で逮捕されるきっかけとなった窃盗事件に関しても、被告人Kは起訴事実を「身に覚えがない」と全面的に否認した。
1996年（平成8年）3月13日に大阪地裁（島敏男裁判長）で連続殺人事件に関する初公判が開かれたが、被告人Kは起訴事実を「全く身に覚えがない」と全面的に否認し、特にC事件については「起訴状に書いてあることはでたらめだ」と明言した。
1999年（平成11年）1月8日に大阪地裁（横田信之裁判長）で論告求刑公判が開かれた。被告人Kは一連の事件の途中（3件目・C事件と4件目・D事件の間）に別の窃盗罪で2件の有罪判決が確定していたため、大阪地方検察庁は刑法の規定（併合罪）により、確定判決前の甲事件［殺人3件 (A・B・C) ］と、確定判決後の乙事件［殺人2件 (D・E) ＋窃盗］に分離。甲事件・乙事件の双方とも、被告人Kに死刑を求刑した。同日の公判で、検察官は「犯行は残忍かつ冷酷で、社会に与えた影響は大きく、動機に酌量の余地はない」「Kは反社会的な性格が顕著で矯正は不可能」と指摘し、1983年に最高裁が示した死刑適用基準に照らして「甲・乙両事件とも死刑が妥当」と主張した。また、鈴木の「身代金要求の電話はKとは別人の声」とする証言については「異なった音韻を比較した箇所が多数あり、到底信用できない。捜査段階における、大阪府警科捜研の『同一人物の可能性が高い』とする鑑定方法・証言が適正だ」と主張した。
第一審は1999年2月4日の第44回公判で結審し、最終弁論で被告人Kの弁護人は「5人殺害はいずれも知人や別人の犯行で、Kは全く関与していない」と無罪を主張。その上で「女性を殺害した知人とともに死体を遺棄したが、Kによる単独犯行ではない」「各事件の犯人と被告人Kを結びつける客観的証拠が極めて乏しく、捜査段階での自白は警察官による暴行・脅迫によって得られたもので、証拠能力はない」と主張した。

#### 死刑判決
1999年3月24日に第一審の判決公判が開かれ、大阪地裁（横田信之裁判長）は殺人5件をすべて有罪と認定し、甲事件・乙事件の双方とも被告人Kを死刑に処す判決を言い渡した。ただし甲事件のうち、C事件における身代金要求（拐取者身代金要求罪）については「Kの自白がない上、電話がかかった際には既に誘拐事件が広く報道され、便乗犯の疑いがある」として無罪とした。
被告人Kは判決直後に大阪高等裁判所へ控訴した一方、量刑に関しては求刑通りの判決を勝ち取った大阪地検も、「（甲事件のうち）C事件における身代金要求の事実認定を無罪としたことは証拠評価を誤った重大な事実誤認だ」と事実誤認の旨を主張し、1999年4月6日付で控訴した。

### 上訴審
2000年（平成12年）10月3日に大阪高裁（福島裕裁判長）で控訴審初公判が開かれ、被告人K側は改めて起訴事実のうち4件の殺人を「殺害実行犯は知人で、被告人Kの単独犯ではない」と主張したほか、1件の殺人と誘拐・身代金要求については全面的に否認した。その上で「捜査段階の自白は捜査員の暴行により強要されたものだ」と主張した一方、検察官は被害者女児Cの身代金要求を無罪と認定した第一審判決について「『身代金要求犯と被告人Kの声紋が一致している』とした声紋鑑定の結果は信用できる」「第一審判決は証拠の評価を誤っており破棄されるべきだ」と主張した。控訴審は2001年（平成13年）2月27日に結審し、同日の最終弁論で弁護人は「被告人は警察官に自白を強要された」などと第一審と同様に無罪を主張した。
2001年3月27日に控訴審判決公判が開かれ、大阪高裁（福島裕裁判長）はC事件の身代金要求に関しても有罪と認定。その上で一審判決のうち、身代金要求を無罪とした甲事件の判決（死刑）を破棄自判し、改めて甲事件について死刑を言い渡した。また、乙事件については死刑を選択した第一審判決を支持し、（被告人K側の）控訴を棄却する判決を言い渡した。被告人Kは控訴審判決を不服として2001年4月13日までに最高裁判所へ上告した。
2005年6月6日に最高裁第二小法廷（福田博裁判長）で上告審口頭弁論公判が開かれ、弁護人は「共犯者がおり、全て被告人Kの単独犯と認定した原判決は事実誤認」「捜査段階の自白は警察官の暴行によるもの」などと主張して死刑回避を求めた。同年7月8日、同小法廷は控訴審判決を支持して被告人Kの上告を棄却する上告審判決を言い渡し、死刑が確定した。

## 死刑執行
死刑確定者らを対象に実施されたアンケートに対し、死刑囚Kは以下のように回答していた。
- 2008年（平成20年）7月 - 8月にかけて「死刑廃止国際条約の批准を求めるフォーラム90」が実施したアンケート[66] - 「国は法律で殺人を禁じているにも拘らず死刑を執行しているが、これこそ明確な殺人行為だと思えてならない。警察官・検察官が作成する調書は『こいつを犯人にしよう』との意図を持って作られたもので、法廷で『調書は真実ではない』と主張しても裁判官は聞いてくれない」（2008年8月7日付）[67]
- 2011年6月20日 - 8月31日に参議院議員・福島瑞穂が実施したアンケート[注 17][69] - 「書きたいことが多くあるが、高血圧症で右手が使えなくなり、左手では思うようにペンが進まない。頭の中がどうかなってしまった」[70]
- 2015年7月に福島瑞穂が実施したアンケート[71] - 「ボケ（認知症）が進行したために難しいことがわからない。字が思うように書けないことが一番辛い」[72]

法務大臣岩城光英の死刑執行命令に基づき、死刑囚K（75歳没）は収監先・大阪拘置所にて2016年（平成28年）3月25日に死刑を執行された。同日には久留米看護師連続保険金殺人事件の死刑囚（福岡拘置所在監）にも死刑が執行された。